# Mazeppa, Minnesota
Mazeppa, Minnesota (енгл. Mazeppa) град је у америчкој савезној држави Минесота.

## Демографија
По попису из 2010. године број становника је 842, што је 64 (8,2%) становника више него 2000. године.
| Група             | 2000.       | 2010.       |
| Белци             | 755 (97,0%) | 807 (95,8%) |
| Афроамериканци    | 3 (0,4%)    | 10 (1,2%)   |
| Азијати           | 0 (0,0%)    | 5 (0,6%)    |
| Хиспаноамериканци | 6 (0,8%)    | 10 (1,2%)   |
| Укупно            | 778         | 842         |